# Klietz
Klietz ist eine Gemeinde im Landkreis Stendal in Sachsen-Anhalt (Deutschland). Sie gehört der Verbandsgemeinde Elbe-Havel-Land an, die ihren Verwaltungssitz in der Gemeinde Schönhausen (Elbe) hat.

## Geographie

### Lage
Das Gemeindegebiet von Klietz liegt am Nordwestrand des Landes Schollene, einem waldreichen Endmoränenbogen, der sich zwischen den hier parallel verlaufenden Flüssen Elbe und Havel auf einer Länge von 30 Kilometern erstreckt. Zwischen Klietz und der Elbe, die die westliche Gemeindegrenze bildet, liegen die ausgedehnten, von zahlreichen Gräben durchzogenen, Elbauen; an der gegenüberliegenden Elbseite liegt die Kleinstadt Arneburg. Teile der Klietzer Heide und der Ferchelschen Heide östlich und südöstlich von Klietz werden seit Jahrzehnten als Truppenübungsplatz genutzt.
Umgeben wird Klietz von den Nachbargemeinden Kamern im Norden, Schollene im Osten, Schönhausen (Elbe) im Süden, Tangermünde im Südwesten sowie Arneburg im Westen.

### Gemeindegliederung
Zur Gemeinde gehören die drei Ortsteile Neuermark-Lübars, Scharlibbe und Klietz mit dem Altdorf (Dorfkern), der Friedenssiedlung und der Seesiedlung.

## Geschichte

### Mittelalter bis Neuzeit

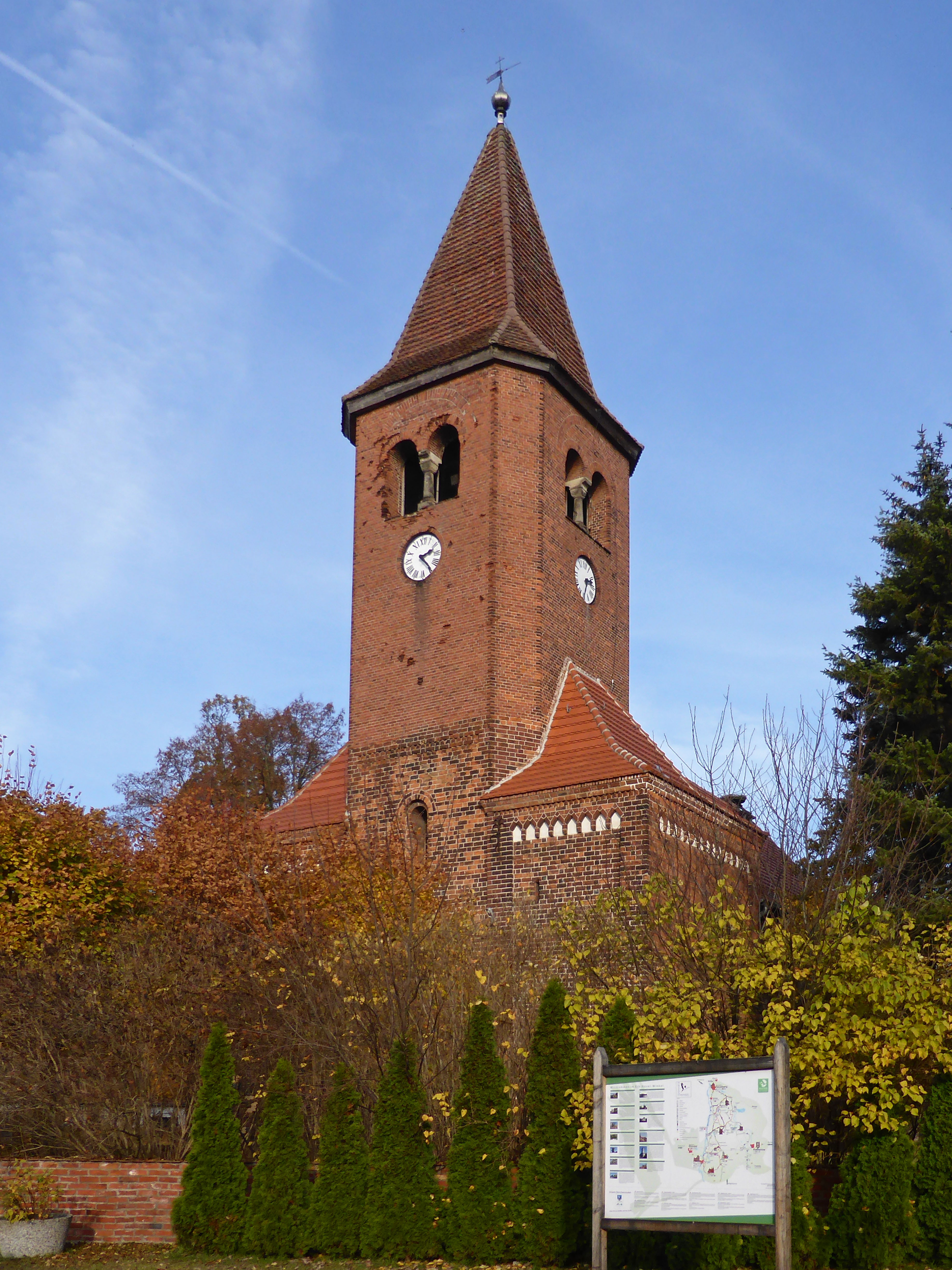
Evangelische Dorfkirche Klietz

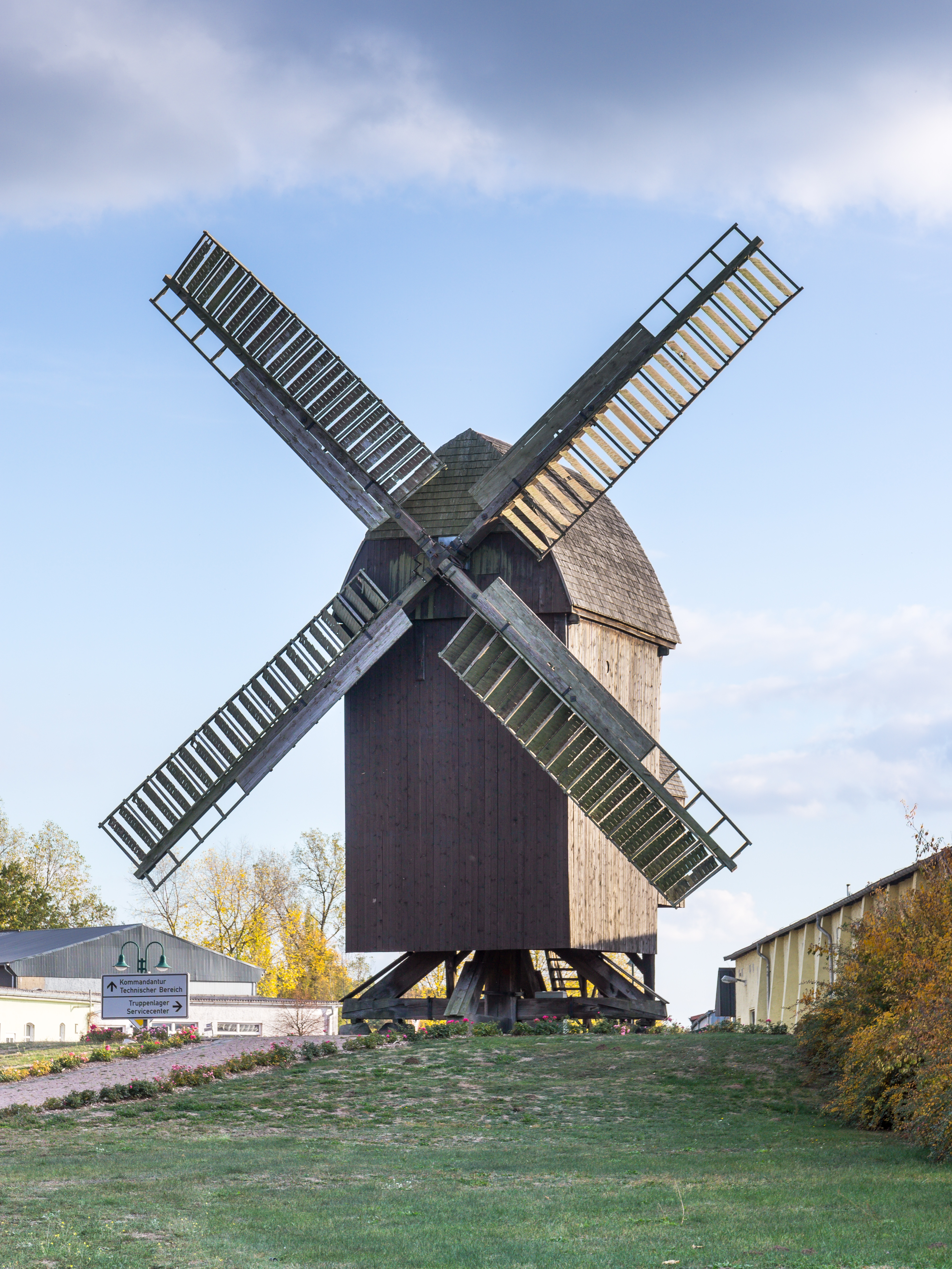
Bockwindmühle in Klietz

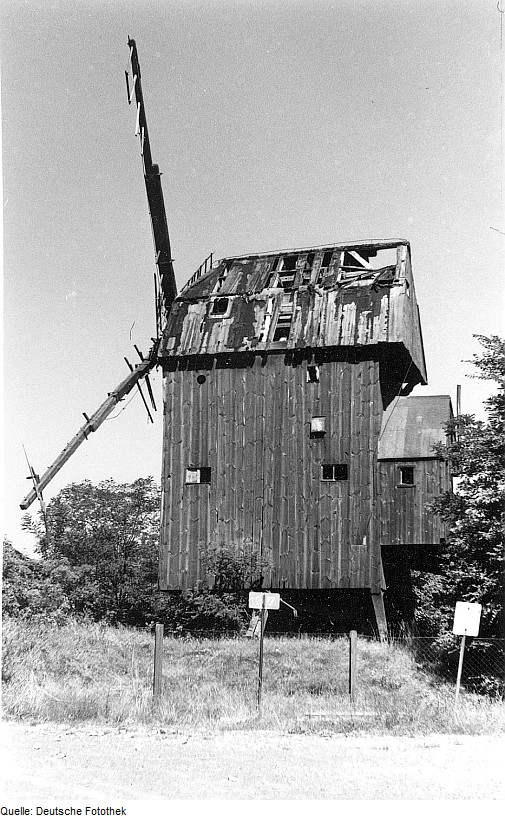
Bockwindmühle in Klietz (1973)

Klietz taucht erstmals 1144 als Clitze cum toto burchwardo in einer Urkunde auf, als der Ort mit zugehöriger Burg aus einer Erbschaft des Grafen von Stade der Kirche in Magdeburg geschenkt wurde.
Die Gemeinde Klietz ist Schulstandort; es gibt zahlreiche Geschäfte, eine Kindertagesstätte, ein Ärztehaus sowie mehrere Handwerks- und Dienstleistungsbetriebe.
In der Nähe befindet sich der 9150 Hektar große Truppenübungsplatz Klietz. Von 1934 bis 1945 produzierte die WASAG mit dem Einsatz hunderter verschleppter Zwangsarbeiter auf dem Gelände Sprengstoffe für das Militär. Die Anlagen des Unternehmens wurden nach Kriegsende von der Sowjetunion demontiert. Ab 1948 wurden Unterkünfte für die Kasernierte Volkspolizei der DDR gebaut. 1956 kam der Truppenübungsplatz zur Nationalen Volksarmee, die ein Ausbildungszentrum für Artillerieeinheiten errichtete. Zuletzt waren hier das Militärwissenschaftliche Institut der Militärischen Aufklärung der Nationalen Volksarmee, die Raketenabteilung 19 sowie einige Ausbildungseinrichtungen des AZ-19 der NVA der DDR stationiert. Ab 1990 erfolgte die Übernahme des Standortes durch die Bundeswehr.
Der Gemeinderat Klietz gab von 1999 bis 2015 nach den Ratssitzungen ein Informations- und Mitteilungsblatt heraus, das den Titel „Klietzer Rathausanzeiger“ hatte und kostenlos an die Haushalte verteilt wurde.
Der französische Buchautor Armand Pouille, 1945 in Klietz als Sohn einer französischen Arbeiterin und eines Deutschen geboren, hat seine Erlebnisse als Kriegskind in einem autobiographischen Werk verarbeitet, das 2010 als Buch erschien.

### Herkunft des Ortsnamens
Aleksander Brückner leitet den Ortsnamen „Klietz“ vom Altslawischen Wort „kljucъ“ für „Schlüssel“ ab.

### Archäologie
Westlich des Dorfes am Ostufer des „Kleinen Sees“ sind die Reste eines slawischen Burgwalls sichtbar, der als Bodendenkmal ausgewiesen ist.

### Eingemeindungen
Klietz gehörte früher zum zweiten Distrikt im Jerichowschen Kreis im Norden des Herzogtums Magdeburg. 1816 kam es zum Kreis Jerichow II, dem späteren Landkreis Jerichow II in der preußischen Provinz Sachsen, der ab dem 15. Juni 1950 Landkreis Genthin hieß und später dann Kreis Genthin.
Am 20. Juli 1950 wurden die bis dahin eigenständigen Gemeinden Lübars, Neuermark und Scharlibbe nach Klietz eingemeindet. Am 25. Juli 1952 kam die Gemeinde Klietz im Zuge einer Verwaltungsreform in der DDR zum Kreis Havelberg. Am 1. Juli 1994 wurde die Gemeinde dem Landkreis Stendal zugeordnet.
Am 1. Januar 1957 wurden der Ortsteile Lübars und Neuermark wieder aus der Gemeinde Klietz ausgegliedert und es entstand die neue politisch selbstständige Gemeinde Neuermark-Lübars. Im Zuge der Gebietsreform in Sachsen-Anhalt wurde am 1. Januar 2010 Neuermark-Lübars nach Klietz eingemeindet.

### Einwohnerentwicklung

#### Gemeinde
| Jahr | Einwohner |
| ---- | --------- |
| 1782 | [00]354   |
| 1818 | [00]488   |
| 1840 | [00]567   |
| 1864 | [00]557   |
| 1867 | 599       |
| 1871 | 589       |

| Jahr | Einwohner |
| ---- | --------- |
| 1905 | 0603      |
| 1910 | 0582      |
| 1925 | 0593      |
| 1933 | 0580      |
| 1939 | 1669      |
| 1946 | 1381      |

| Jahr | Einwohner |
| ---- | --------- |
| 1964 | 1370      |
| 1971 | 1487      |
| 1990 | [00]2050  |
| 2015 | [00]2448  |
| 2018 | [00]1433  |
| 2019 | [00]1423  |

| Jahr | Einwohner |
| ---- | --------- |
| 2020 | [00]1462  |
| 2021 | [00]1503  |
| 2022 | [00]1481  |

Quellen: 1867 bis 1971 Unterlagen der Volkszählung

#### Ortsteil
| Jahr | Einwohner |
| ---- | --------- |
| 2014 | [00]1076  |
| 2017 | [00]0980  |
| 2018 | [00]1013  |
| 2019 | [00]0997  |
| 2020 | [0]1003   |

| Jahr | Einwohner |
| ---- | --------- |
| 2021 | [0]1029   |
| 2022 | [0]1016   |

## Religionen

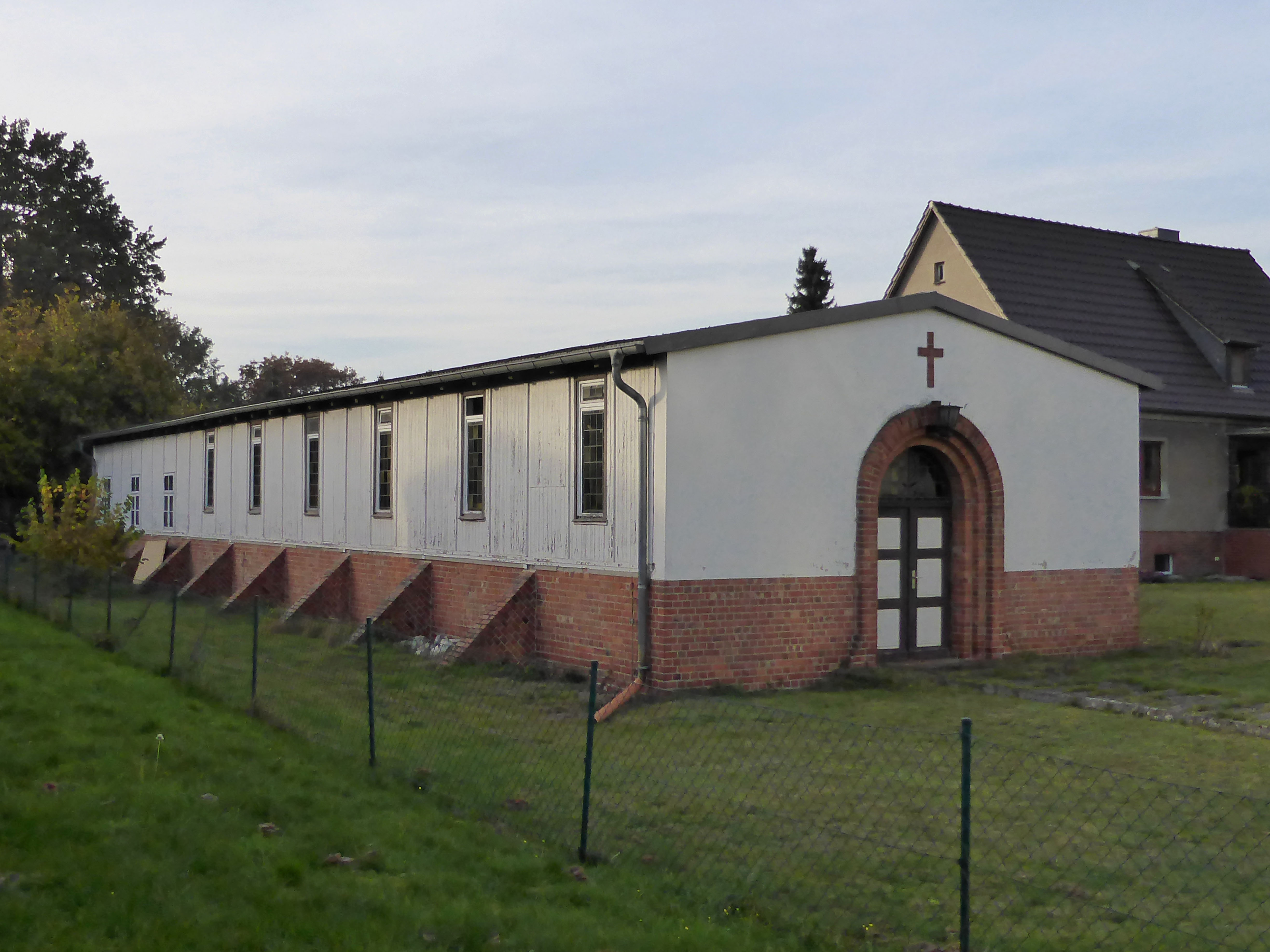
Ehemalige katholische Kirche (2015)

Die Volkszählung in der Europäischen Union 2011 zeigte, dass von den 1627 Einwohnern der Gemeinde Klietz rund 17 % der evangelischen und rund 3 % der katholischen Kirche angehörten. Der Mehrzahl der Einwohner gehörte keiner Religionsgemeinschaft an.
In Klietz gibt es eine evangelische Kirchengemeinde. Sie wird betreut vom Pfarrbereich Sandau des Kirchenkreises Stendal im Propstsprengel Stendal-Magdeburg der Evangelischen Kirche in Mitteldeutschland.
1540 erfolgte in Klietz die Reformation. Die ältesten überlieferten Kirchenbücher für Klietz stammen aus dem Jahre 1649.
Im Zuge der Flucht und Vertreibung Deutscher aus Mittel- und Osteuropa ließen sich im seit der Reformation evangelischen Klietz wieder Katholiken in größerer Zahl nieder, so dass sich 1947 eine katholische Kirchengemeinde bildete. 1950 wurde die Kuratie Klietz gegründet, die zur Pfarrei Tangermünde gehörte. Nachdem eine junge Katholikin auf tragische Weise verstorben war, verkaufte ihre nichtkatholische Pflegemutter das Grundstück zum Bau einer Kirche. 1952 begann der Bau der Kirche Maria Rosenkranzkönigin, am 15. August 1953 wurde sie eingeweiht, und 1955 um einen freistehenden Glockenturm bereichert. Am 1. Juli 2006 wurde der Gemeindeverbund Tangermünde – Klietz – Steckelsdorf gegründet, dem die Kuratie von da an angehörte. Damals gehörten zur Kuratie Klietz, die auch das im Schloss Sandau untergebrachte katholische Altenpflegeheim umfasste, rund 170 Katholiken. Aufgrund zurückgegangener Besucherzahlen der Kirche fand am 19. Juni 2010 die letzte Heilige Messe statt, und im gleichen Jahr wurde die an der Ringstraße gelegene Kirche verkauft. Heute findet der nächstgelegene katholische Gottesdienst in rund 14 Kilometer Entfernung in der Kapelle des Schlosses Sandau statt.

## Politik

### Gemeinderat
Bei den Gemeinderatswahlen am 26. Mai 2019 gab es folgende Ergebnisse:
- Wählergemeinschaft Klietz: 37,9 %
- AFD: 9,1 %
- FDP: 2,2 %
- Einzelkandidat Seidel: 11,1 %
- Einzelkandidat Meiering: 11,0 %
- Wählergemeinschaft Neuermark-Lübars: 23,6 %
- SPD: 5,2 %

Wahl des Verbandsgemeinderates am 26. Mai 2019 Ergebnis:
- CDU (4 Sitze)
- AFD (2 Sitze)
- DIE LINKE (2 Sitze)
- FDP (1 Sitz)
- SPD (2 Sitze)
- Allgemeine Bürgerbewerbung Sandau (1 Sitz)
- JUGEND Schollene (2 Sitze)
- Wählergemeinschaft Klietz (2 Sitze)
- Wählergemeinschaft Wulkau (1 Sitz)
- Alternative Wählerliste Schönhausen (1 Sitz)
- Einzelbewerber (2 Sitze)

### Wappen

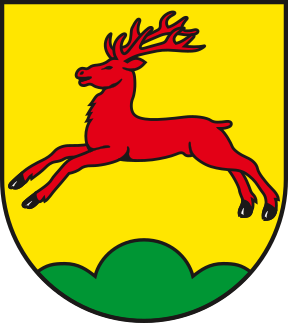
Wappen von Klietz

Blasonierung: „In Gold ein springender roter Hirsch mit zehnendigem Geweih und schwarzen Hufen über einem grünen Dreiberg.“
Klietz führte bereits im Jahr 1781 ein Gemeindesiegel. Es war ein Bildsiegel (kein Wappensiegel!), das einen springenden Hirsch im Siegelbild zeigte.
Im Jahr 1946 gab es seitens der Gemeinde Einspruch gegen ein vom Landkreis geliefertes Siegel, das 2 Hellebarden beinhaltete. Der damalige Bürgermeister bat darum, das alte Gemeindesiegel mit dem Hirsch weiterführen zu dürfen und schrieb: „Bei der erstmalig i.J. 1908 durchgeführten Überprüfung der Gemeindesiegel des Kreises Jerichow II wurde festgestellt, daß folgende 14 Gemeinden den Hirsch im Wappen * führten: Briest, Garz, Groß Wulkow, Kabelitz, Kamern, Klein Wulkow, Klietz, Kulhausen, Molkenberg, Redekin, Reesen, Rehberg, Scharteucke, Warnau. Bei den vorgenannten Orten war das verwendete Wappenbild * nicht mehr das charakteristische Kennzeichen einer bestimmten Gemeinde und hatte seinen Sinn als unterscheidendes und gemeinde-eigenes Symbol verloren. Die vor einigen Jahren im landrätl. Auftrage erfolgte Durchsicht der archivarischen Bestände des Staatsarchivs Magdeburg ergab, daß im Jahre 1691 von den Orten des Kreises Jerichow II nur die Gemeinde Garz den Hirsch und Wappen * führte. Die anderen genannten Orte, die früher ihr besonderes Wappen führten, haben im 19. Jahrh. eigenmächtig und unberechtigt ihr Wappen * mit ‚fremden Federn‘ geschmückt.“
In der Chronik der Gemeinde Klietz (Schulchronik) findet sich zudem der Hinweis auf die Weihe der Schulfahne am 1. Juni 1957 mit dem Bild des über eine mit Heidekraut bewachsene Lichtung im Wald springenden Hirsches.
Es war bereits Beschluss der Gemeindevertretung Klietz vom 28. November 1991, die Symbolik des springenden Hirsches in das Ortswappen aufzunehmen. Diesem Wunsch wurde 1996 entsprochen, indem Tinkturen, Hirsch und Schildfuß heraldisch korrigiert wurden. Das Wappen wurde vom Kommunalheraldiker Jörg Mantzsch gestaltet und der Hirsch dabei so gezeichnet, wie er in Siegeln und Bildern überliefert war.

### Historisches Wappenbild

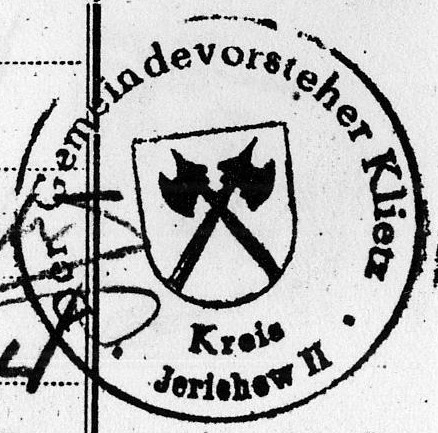
Altes Siegel der Gemeinde Klietz

Die ehemaligen Gemeinden Klietz und Scharlibbe führten in ihrem Gemeindesiegel schon einmal ein wappenähnliches Siegelbild. Dieses wurde in der Zeit nach dem Zweiten Weltkrieg bis ca. der Einführung der Bezirke und Kreise in der DDR (1945–1952) benutzt. Eine weitere Quelle ist das Kreisheimatmuseum in Genthin.

## Kultur und Sehenswürdigkeiten

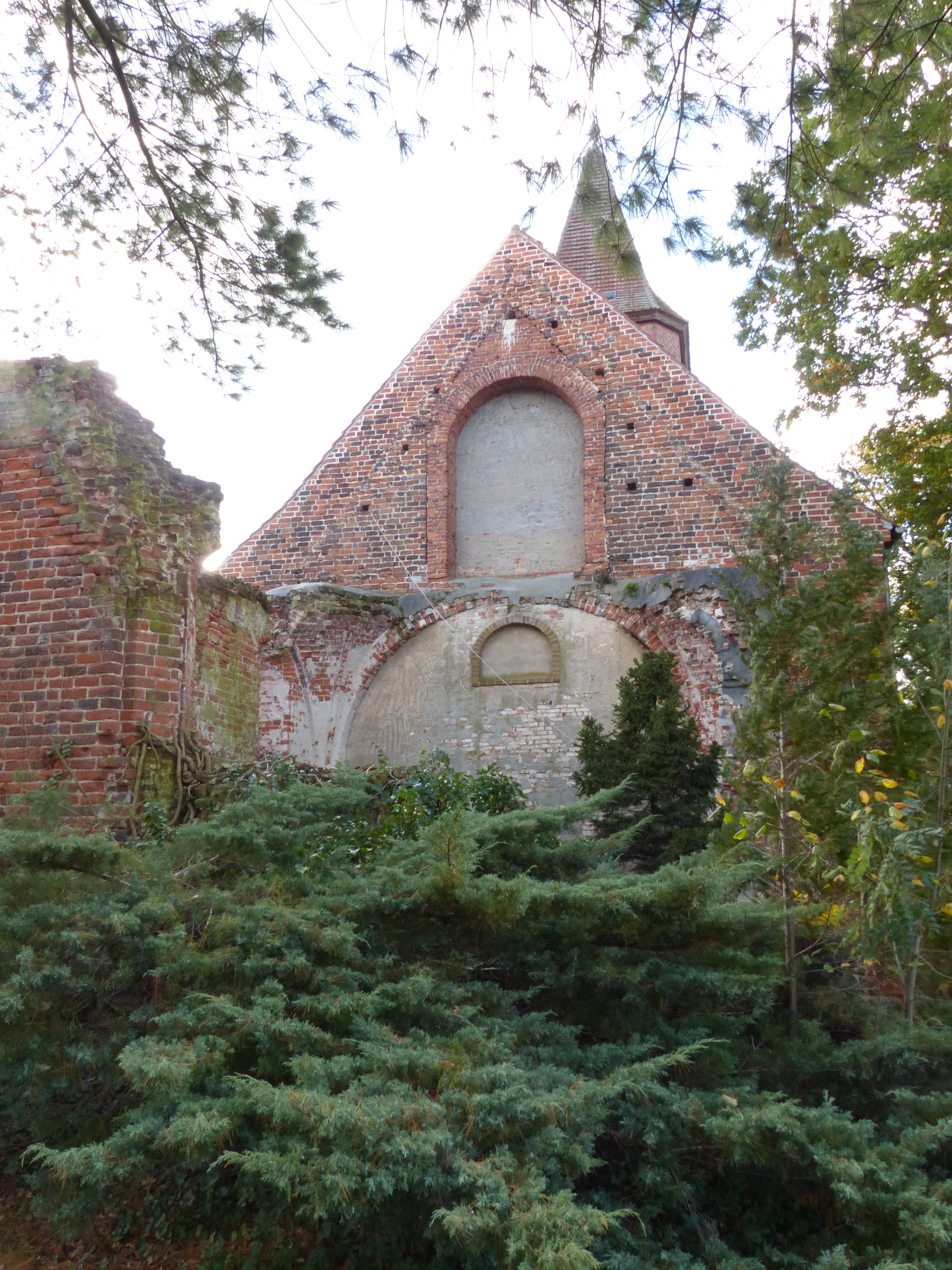
Ruinenteil der Dorfkirche

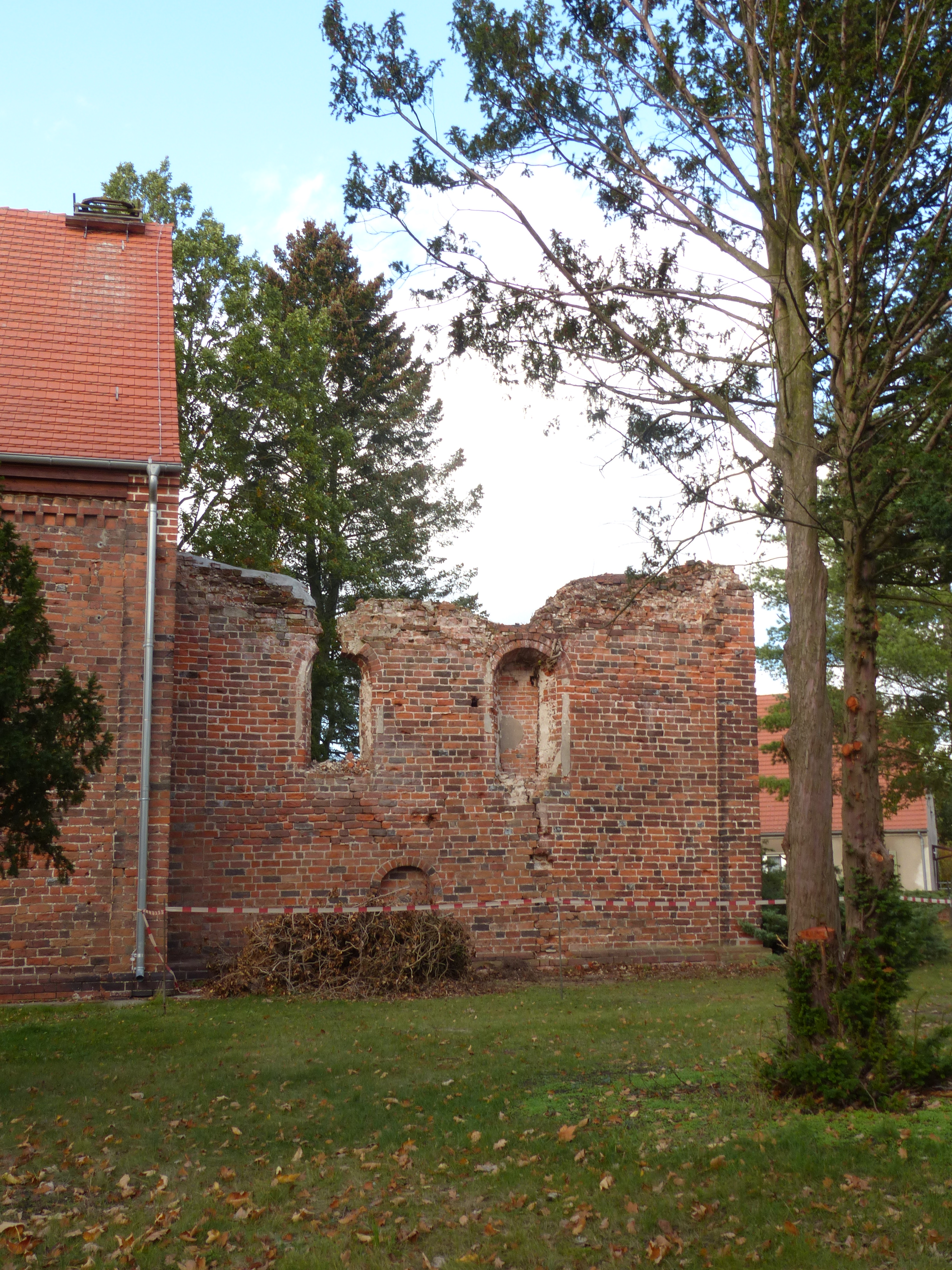
Seitenansicht der Dorfkirche

- Die seit 1540 evangelische Dorfkirche Klietz, ein um 1200 errichteter spätromanischer Bau, wurde 1896 renoviert und mit einem neoromanischem Turm versehen. Anfang Mai 1945 wurden Turm, Saaldach und Chor stark beschädigt. Der Turm, an dem man noch heute Löcher erkennen kann, wurde 1951 teilweise repariert und 1977 wiederaufgebaut. Ein Teil der Kirche ist bis heute eine Ruine.[32]
- Auf dem Ortsfriedhof an der Kirche stehen Grabstätten und Gedenkkreuze für zehn namentlich bekannte Personen aus von Deutschland besetzten Ländern, die verschleppt und hier Opfer von Zwangsarbeit wurden sowie ein Denkmal für die Gefallenen des Ersten Weltkrieges, ein Sandsteinblock auf abgestuftem Podest. Im Ruinenteil der Kirche steht ein Gedenkkreuz und Widmungstafel für die Opfer des Zweiten Weltkrieges.[33]
- Die 1880 errichtete Bockwindmühle war bis 1952 in Betrieb. 1994 begann die Interessengemeinschaft zur Erhaltung der Klietzer Bockwindmühle mit Spendensammlungen zum Neustart der Mühle als „Technisches Denkmal“.[34]
- Das Hofmuseum Läufer wird Heimatverein betreut, der im Jahr 2001 gegründet worden ist.
- Der 7 Kilometer lange Naturlehrpfad „Großer Klietzer See“ führt um diesen Altarm der Elbe.
- Werkssiedlungen der ehemaligen Sprengstoff-Fabrik sind die Seesiedlung (1934–1936) und Friedenssiedlung (1940–1943)

## Wirtschaft und Infrastruktur

### Verkehr
Die Bahnstrecke Schönhausen–Sandau wurde 1997 eingestellt. Damit befindet sich der nächste Bahnanschluss im neun Kilometer entfernten Schönhausen (Elbe) (Lehrter Bahn).
Der öffentliche Personennahverkehr wird unter anderem durch den PlusBus des Bahn-Bus-Landesnetz Sachsen-Anhalt erbracht. Folgende Verbindung, betrieben von der Stendalbus, führt durch Klietz:
- Linie 900: Stendal/Tangermünde ↔ Fischbeck ↔ Schönhausen ↔ Klietz ↔ Havelberg ↔ Glöwen

Die Gemeinde Klietz liegt an der Bundesstraße 107 von Havelberg nach Genthin. Durch weitere Landstraßen ist Klietz mit dem brandenburgischen Rathenow verbunden.

## Persönlichkeiten
- Joachimus Schwartz (1686–1759), in Scharlibbe geborener Rechtswissenschaftler, Rektor der Universität Leiden
- Ernst Kurth (1941–2023), Fußballspieler und -trainer